# Dasymetra
Dasymetra är ett släkte av plattmaskar. Dasymetra ingår i familjen Ochetosomatidae.
Kladogram enligt Catalogue of Life:
| Dasymetra | \| \| Dasymetra conferta \| \| \| \| \| \| Dasymetra villicaeca \| \| \| \| |
|           | \| \| Dasymetra conferta \| \| \| \| \| \| Dasymetra villicaeca \| \| \| \| |
|           | Lechriorchis                                                                |
|           |                                                                             |
|           | Natriodera                                                                  |
|           |                                                                             |
|           | Ochetosoma                                                                  |
|           |                                                                             |
|           | Paralechriorchis                                                            |
|           |                                                                             |
|           | Pneumatophilus                                                              |
|           |                                                                             |
|           | Renifer                                                                     |
|           |                                                                             |
|           | Dasymetra conferta                                                          |
|           |                                                                             |
|           | Dasymetra villicaeca                                                        |
|           |                                                                             |

|  | Dasymetra conferta   |
|  |                      |
|  | Dasymetra villicaeca |
|  |                      |